# Curva de De Rham

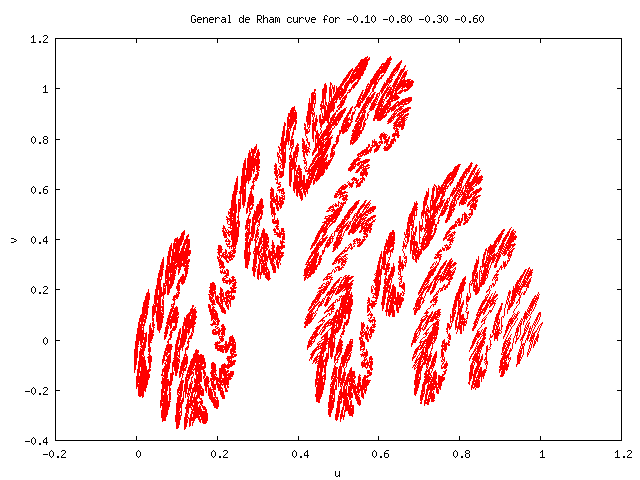
Ejemplo de curva genérica afín de la curva de De Rham

En matemáticas, una curva de De Rham es un cierto tipo de curva fractal, nombrada así en honor al matemático suizo Georges De Rham.
La función de Cantor, la curva de Cesàro, la función signo de interrogación de Minkowski, la curva de Lévy C, la curva del manjar blanco, la curva de Koch y la curva de Osgood son todos casos especiales de la curva general de De Rham.

## Construcción
Considérese un espacio métrico completo {\displaystyle (M,d)} (generalmente {\displaystyle \mathbb {R} }2 con la distancia euclidiana habitual) y un par de aplicaciones de contracción en M:
{\displaystyle d_{0}:\ M\to M}
{\displaystyle d_{1}:\ M\to M.}
Por el teorema del punto fijo de Banach, poseen puntos fijos {\displaystyle p_{0}} y {\displaystyle p_{1}} respectivamente. Sea x un número real en el intervalo {\displaystyle [0,1]}, que tiene expansión binaria
{\displaystyle x=\sum _{k=1}^{\infty }{\frac {b_{k}}{2^{k}}},}
donde cada {\displaystyle b_{k}} es 0 o 1. Considérese la aplicación:
{\displaystyle c_{x}:\ M\to M}
definida por
{\displaystyle c_{x}=d_{b_{1}}\circ d_{b_{2}}\circ \cdots \circ d_{b_{k}}\circ \cdots ,}
donde {\displaystyle \circ } denota una función compuesta. Se puede demostrar que cada {\displaystyle c_{x}} describirá la cuenca común de atracción de {\displaystyle d_{0}} y {\displaystyle d_{1}} a un solo punto {\displaystyle p_{x}} en {\displaystyle M}. La colección de puntos {\displaystyle p_{x}}, parametrizada por un único parámetro real x, se conoce como curva de Rham.

## Condición de continuidad
Cuando los puntos fijos se emparejan de manera que
{\displaystyle d_{0}(p_{1})=d_{1}(p_{0})}
entonces se puede demostrar que la curva resultante {\displaystyle p_{x}} es una función continua de x. Cuando la curva es continua, en general no es diferenciable.
En el resto de esta página, se asume que las curvas son continuas.

## Propiedades
Las curvas de De Rham son por construcción auto-similares, ya que
{\displaystyle p(x)=d_{0}(p(2x))} para {\displaystyle x\in [0,1/2]} y
{\displaystyle p(x)=d_{1}(p(2x-1))} para {\displaystyle x\in [1/2,1].}
Las auto-simetrías de todas las curvas de De Rham están dadas por el monoide que describe las simetrías del árbol binario infinito o conjunto de Cantor. Este monoide que duplica el período es un subconjunto del grupo modular.
La imagen de la curva, es decir, el conjunto de puntos {\displaystyle \{p(x),x\in [0,1]\}}, se puede obtener mediante un sistema iterativo de funciones utilizando el conjunto de asignaciones de contracción {\displaystyle \{d_{0},\ d_{1}\}}. Pero el resultado de un sistema de funciones iteradas con dos asignaciones de contracción es una curva de De Rham si y solo si las asignaciones de contracción satisfacen la condición de continuidad.
Se pueden encontrar ejemplos detallados y resueltos de las auto-semejanzas en los artículos sobre la función de Cantor y sobre la función signo de interrogación de Minkowski. Precisamente el mismo monoide de auto-semejanzas, el monoide diádico, se aplica a "cada" curva de De Rham.

## Clasificación y ejemplos

### Curvas de Cesàro

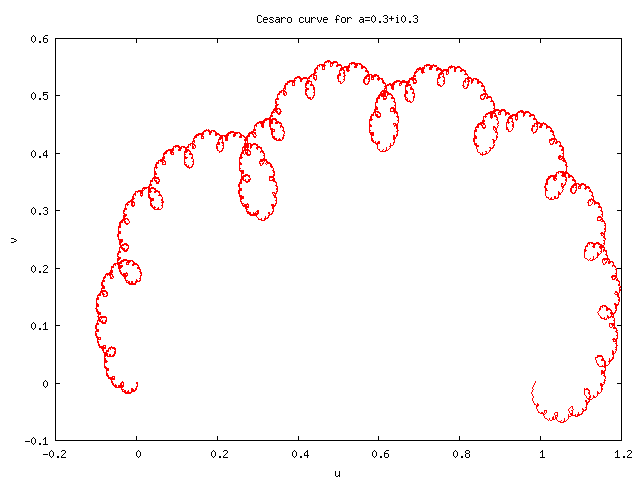
Curva de Cesàro para a = 0.3 + i 0.3

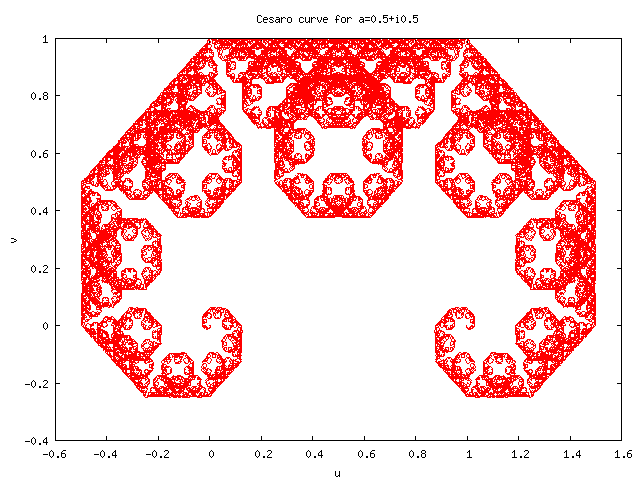
Curva de Cesàro a = 0.5 + i 0.5, la curva de Lévy C

Las curvas de Cesàro (o curvas de Cesàro-Faber) son curvas de De Rham generadas por transformación afín que conservan la orientación, con puntos fijos {\displaystyle p_{0}=0} y {\displaystyle p_{1}=1}.
Debido a estas restricciones, están determinadas únicamente por un número complejo {\displaystyle a} tal que {\displaystyle |a|<1} y {\displaystyle |1-a|<1}.
Las asignaciones de contracción {\displaystyle d_{0}} y {\displaystyle d_{1}} se definen como funciones complejas en el plano complejo por:
{\displaystyle d_{0}(z)=az}
{\displaystyle d_{1}(z)=a+(1-a)z.}
Para el valor de {\displaystyle a=(1+i)/2}, la curva resultante es la curva de Lévy C.

### Curvas de Koch&Peano

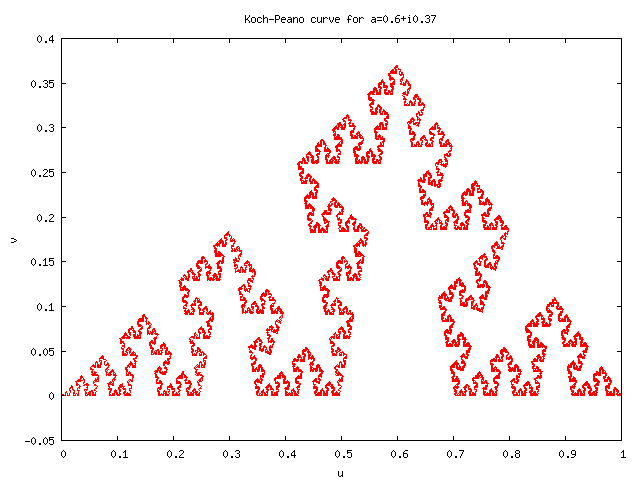
Curva de Koch–Peano para a = 0.6 + i 0.37, muy cerca, pero no del todo del copo de nieve de Koch

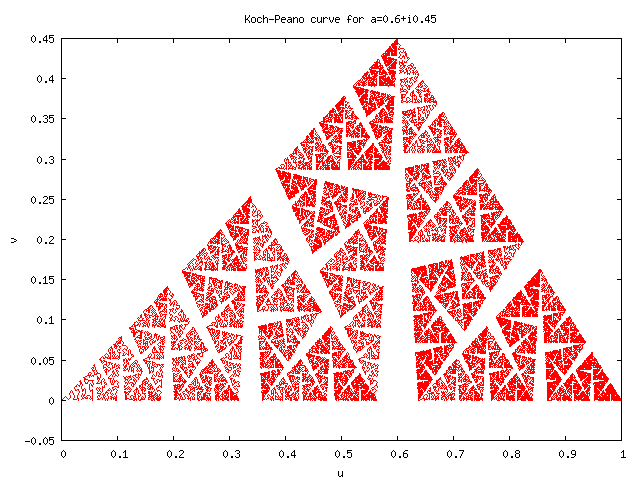
Curva de Koch–Peano para a = 0.6 + i 0.45, la curva de Osgood.

De manera similar, podemos definir la familia de curvas Koch–Peano como el conjunto de curvas de De Rham generadas por transformaciones afines que invierten la orientación, con puntos fijos {\displaystyle p_{0}=0} y {\displaystyle p_{1}=1}.
Estas aplicaciones se expresan en el plano complejo en función de {\displaystyle {\overline {z}}}, el conjugado (matemática) de {\displaystyle z}:
{\displaystyle d_{0}(z)=a{\overline {z}}}
{\displaystyle d_{1}(z)=a+(1-a){\overline {z}}.}
El nombre de la familia proviene de sus dos miembros más famosos. El Koch curve se obtiene configurando:
{\displaystyle a_{\text{Koch}}={\frac {1}{2}}+i{\frac {\sqrt {3}}{6}},}
mientras que el Curva de Peano corresponde a:
{\displaystyle a_{\text{Peano}}={\frac {(1+i)}{2}}.}

### Mapas afines generales

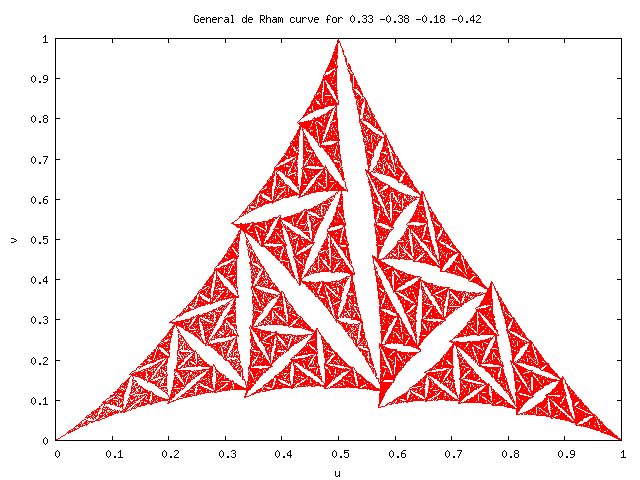
Genérica afín de la curva de De Rham

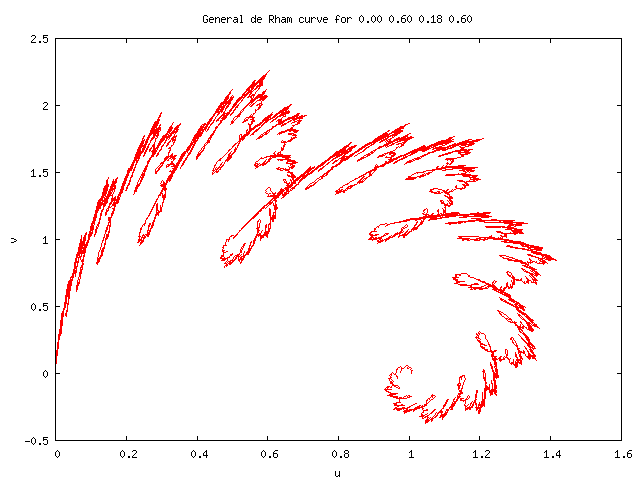
Genérica afín de la curva de De Rham

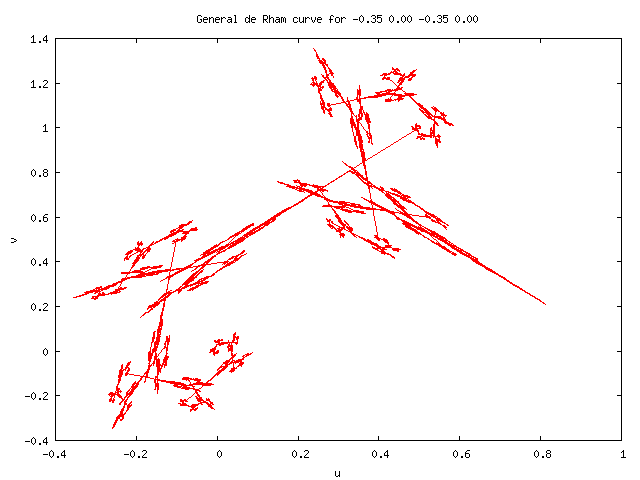
Genérica afín de la curva de De Rham

Las curvas de Cesàro-Faber y de Peano-Koch son ambas casos especiales del caso general de un par de transformaciones lineales afines en el plano complejo. Al fijar un punto final de la curva en 0 y el otro en uno, el caso general se obtiene iterando sobre las dos transformadas.
{\displaystyle d_{0}={\begin{pmatrix}1&0&0\\0&\alpha &\delta \\0&\beta &\varepsilon \end{pmatrix}}}
y
{\displaystyle d_{1}={\begin{pmatrix}1&0&0\\\alpha &1-\alpha &\zeta \\\beta &-\beta &\eta \end{pmatrix}}.}
Siendo transformaciones afines, estas transformadas operan sobre un punto {\displaystyle (u,v)} del plano 2-D actuando sobre el vector
{\displaystyle {\begin{pmatrix}1\\u\\v\end{pmatrix}}.}
Se puede ver que el punto medio de la curva está ubicado en {\displaystyle (u,v)=(\alpha ,\beta )}; los otros cuatro parámetros pueden variarse para crear una gran variedad de curvas.
La curva del manjar blanco de parámetro {\displaystyle w} se puede obtener configurando {\displaystyle \alpha =\beta =1/2}, {\displaystyle \delta =\zeta =0} y {\displaystyle \varepsilon =\eta =w}. Es decir:
{\displaystyle d_{0}={\begin{pmatrix}1&0&0\\0&1/2&0\\0&1/2&w\end{pmatrix}}}
y
{\displaystyle d_{1}={\begin{pmatrix}1&0&0\\1/2&1/2&0\\1/2&-1/2&w\end{pmatrix}}.}
Dado que la curva del manjar blanco de parámetro {\displaystyle w=1/4} es la parábola de ecuación {\displaystyle f(x)=4x(1-x)}, esto ilustra el hecho de que, en algunas ocasiones, las curvas de De Rham pueden ser suaves.

### Función signo de interrogación de Minkowski
La función signo de interrogación de Minkowski es generada por el par de aplicaciones
{\displaystyle d_{0}(z)={\frac {z}{z+1}}}
y
{\displaystyle d_{1}(z)={\frac {1}{z+1}}.}

## Generalizaciones
Es fácil generalizar la definición utilizando más de dos aplicaciones de contracción. Si se usan n aplicaciones, entonces se debe usar la descomposición n-aria de x en lugar de usar la expansión binaria de números reales. La condición de continuidad debe generalizarse en
{\displaystyle d_{i}(p_{n-1})=d_{i+1}(p_{0})}, para {\displaystyle i=0\ldots n-2.}
Esta condición de continuidad se puede entender con el siguiente ejemplo. Supóngase que se está trabajando en base 10. Entonces se tiene (como es bien conocido) que 0.999...= 1.000..., una ecuación de continuidad que debe aplicarse en cada uno de esos espacios. Es decir, dados los dígitos decimales {\displaystyle b_{1},b_{2},\cdots ,b_{k}} con {\displaystyle b_{k}\neq 9}, se tiene que
{\displaystyle b_{1},b_{2},\cdots ,b_{k},9,9,9,\cdots =b_{1},b_{2},\cdots ,b_{k}+1,0,0,0,\cdots }
Tal generalización permite, por ejemplo, generar la Curva de Sierpinski (cuya imagen es el triángulo de Sierpinski), utilizando las aplicaciones de contracción de un sistema de funciones iteradas que produce el triángulo de Sierpinski.

## Curvas multifractales
Ornstein y otros autores describieron un análisis multifractal, donde en lugar de trabajar en una base fija, se trabaja en una base variable.
Considérese el espacio producto de espacios discretos de base-{\displaystyle m_{n}} variable
{\displaystyle \Omega =\prod _{n\in \mathbb {N} }A_{n}}
para {\displaystyle A_{n}=\mathbb {Z} /m_{n}\mathbb {Z} =\{0,1,\cdots ,m_{n}-1\}} el grupo cíclico, para {\displaystyle m_{n}\geq 2} un número entero. Cualquier número real en el intervalo unidad se puede expandir en una secuencia {\displaystyle (a_{1},a_{2},a_{3},\cdots )} tal que cada {\displaystyle a_{n}\in A_{n}}. Más precisamente, un número real {\displaystyle 0\leq x\leq 1} se escribe como
{\displaystyle x=\sum _{n=1}^{\infty }{\frac {a_{n}}{\prod _{k=1}^{n}m_{k}}}}
Esta expansión no es única, si todo {\displaystyle a_{n}=0} pasa en algún punto {\displaystyle K<n}. En este caso, se tiene que
{\displaystyle a_{1},a_{2},\cdots ,a_{K},0,0,\cdots =a_{1},a_{2},\cdots ,a_{K}-1,m_{K+1}-1,m_{K+2}-1,\cdots }
Tales puntos son análogos a los racionales diádicos en la expansión diádica, y las ecuaciones de continuidad en la curva deben aplicarse en estos puntos.
Para cada {\displaystyle A_{n}}, se deben especificar dos cosas: un conjunto de dos puntos {\displaystyle p_{0}^{(n)}} y {\displaystyle p_{1}^{(n)}} y un conjunto de funciones {\displaystyle m_{n}} {\displaystyle d_{j}^{(n)}(z)} (con {\displaystyle j\in A_{n}}). La condición de continuidad es entonces igual que antes,
{\displaystyle d_{j}^{(n)}(p_{1}^{(n+1)})=d_{j+1}^{(n)}(p_{0}^{(n+1)})}, para {\displaystyle j=0,\cdots ,m_{n}-2.}
El ejemplo original de Ornstein tiene la expresión siguiente
{\displaystyle \Omega =\left(\mathbb {Z} /2\mathbb {Z} \right)\times \left(\mathbb {Z} /3\mathbb {Z} \right)\times \left(\mathbb {Z} /4\mathbb {Z} \right)\times \cdots }

## Lecturas relacionadas
- Georges de Rham, "On Some Curves Defined by Functional Equations" (1957), reimpreso en "Classics on Fractals", ed. Gerald A. Edgar (Addison-Wesley, 1993), págs. 285 y 298.
- Georges de Rham, "Sur quelques courbes definies par des ecations fonctionnelles". Univ. e Politec. Torino. Desgarrar. Sem. Mat., 1957, 16, 101–113
- Linas Vepstas, Una galería de curvas de Rham, (2006)
- Linas Vepstas, Symmetries of Period-Doubling Maps, (2006). (Una exploración general de la simetría del grupo modular en curvas fractales)

- Datos: Q5244711